# Shizi (Pingtung)
Shizi (chinesisch 獅子鄉, Pinyin Shīzǐ Xiāng, Paiwan: Sisigu) ist eine Landgemeinde im Landkreis Pingtung auf Taiwan (Republik China).

## Lage
Shizi liegt nahe der Südspitze der Insel Taiwan, südlich des nördlichen Wendekreises. Das Gemeindegebiet liegt größtenteils im Bereich des zentralen taiwanischen Berglandes. Flächenmäßig ist es die größte Gemeinde des Landkreises Pingtung. Die Bevölkerungsdichte ist mit 16 Einwohnern pro km² jedoch sehr gering. Das Gelände ist steil und gebirgig und das Klima ist in den Tallagen tropisch-heiß und relativ trocken. Herbst und Winter sind von Monsunwinden geprägt (Fallwinde). In den Höhenlagen sind die Temperaturen gemäßigter und die Winter regnerisch. Die beiden Hauptflüsse sind der Lushan (枋山) und der Fenggang (楓港溪), die beide in Ost-West-Richtung fließen und die Haupttrinkwasserquellen darstellen.
Die Nachbargemeinden sind Chunri im Norden, Fangshan im Westen, Checheng und Mudan im Süden und Daren im Westen (im benachbarten Landkreis Taitung). Shizi liegt im Binnenland, ist aber abschnittsweise kaum 100 Meter durch den schmalen Küstenstreifen der Gemeinde Fangshan von der Küste entfernt.

## Geschichte
Der Name 獅子,  Shīzǐ bedeutet „Löwe“. Der Überlieferung nach leitet sich die Bezeichnung des namensgebenden Dorfes 獅子村 von einem Felsen ab, dessen Form an einen Löwenkopf erinnert (ähnlich dem Lion Rock in Hongkong). Die ursprünglichen Bewohner des Gebiets waren austronesische Ethnien, die auch noch heute die Mehrheit bilden. Die seit dem 17. Jahrhundert einsetzende Einwanderung von Han-Chinesen blieb aufgrund der unzugänglichen Lage und der relativ unfruchtbaren Böden begrenzt. Die Landgemeinde Shizi wurde kurz nach Einrichtung des Landkreises Pingtung als Verwaltungseinheit im September 1951 etabliert.

## Bevölkerung
Nach der offiziellen Statistik gehörten Ende 2017 4587 Personen (etwa 92 %) den indigenen Völkern an. Ganz überwiegend handelte es sich um Paiwan.
| Gliederung Shizis |
| Nanesiku 南世村 Kacedas 吉露村 Supaw 草埔村 Sisetu 獅子村 Naibun 內文村 Butangelu 丹路村 Kaidi 楓林村 Tjuruquay 竹坑村 |

## Verwaltungsgliederung
Shizi ist in 8 Dörfer gegliedert (Namen in der Paiwan-Sprache, in chinesischer Schrift und Transkription).
- Nanesiku (南世村, Nanshi)
- Kacedas (內獅村, Neishi)
- Sisetu (獅子村, Shizi)
- Supaw (草埔村, Caobu)
- Naibun (內文村, Neiwen)
- Butangelu (丹路村, Danlu)
- Kaidi (楓林村, Fenglin)
- Tjuruquay (竹坑村, Zhukeng)

## Verkehr
Direkt an der Westküste, noch in der Nachbargemeinde Fangshan, verläuft die Provinzstraße 1 in Nord-Süd-Richtung. Den südlichen Endpunkt bildet das namensgebende Dorf Fangshan. Südlich davon setzt sich die Straße als Provinzstraße 26 fort. Kurz vor dem Übergang zweigt sich die Provinzstraße 9 ab und zieht im Wesentlichen parallel zum Flusslauf des Fengang ins Landesinnere Richtung Osten. Sie geht später in die Provinzstraße 9e (9戊) über, die nach Daren im benachbarten Landkreis Taitung führt.
Durch Shizi verläuft die Südverbindungslinie (南迴線,  Nánhuí Xiàn) der Taiwanischen Eisenbahn mit den Endbahnhöfen in der Stadt Taitung und in der Gemeinde Fangliao. In Shizi gibt es einen regulären Bahnhof Fangshan (nahe der Grenze zur gleichnamigen Nachbargemeinde, aber noch auf dem Gemeindegebiet von Shizi – der am südlichsten gelegene Bahnhof Taiwans), sowie zwei im Wesentlichen für Bahnpersonal genutzte Haltestationen in Fangye (枋野) und am Westportal des Zentraltunnels, der die Bahnverbindung zur Nachbargemeinde Daren herstellt.

## Landwirtschaftliche Produkte
Das Land ist relativ karg und überregional bedeutsame landwirtschaftliche Produkte gibt es nur in den beiden Dörfern Supaw/Caobu und
Naibun/Neiwen, die in einer Höhenlage über 500 Meter liegen. Erzeugnisse der örtlichen Landwirtschaft sind Mangos, Nestfarn (山蘇,  Shānsũ; ein Gemüse) und Wassermelonen.

## Sehenswürdigkeiten
Shizi ist touristisch wenig erschlossen. Sehenswert ist vor allem die tropische Natur. Dazu zählen unter anderem das Walderholungsgebiet Shuangliu (雙流國家森林遊樂區). oder der Kayoufeng-Wasserfall (卡悠峯瀑布).
Alle 5 Jahre findet im Oktober das Hauptfest der Paiwan, Mateveq, statt.

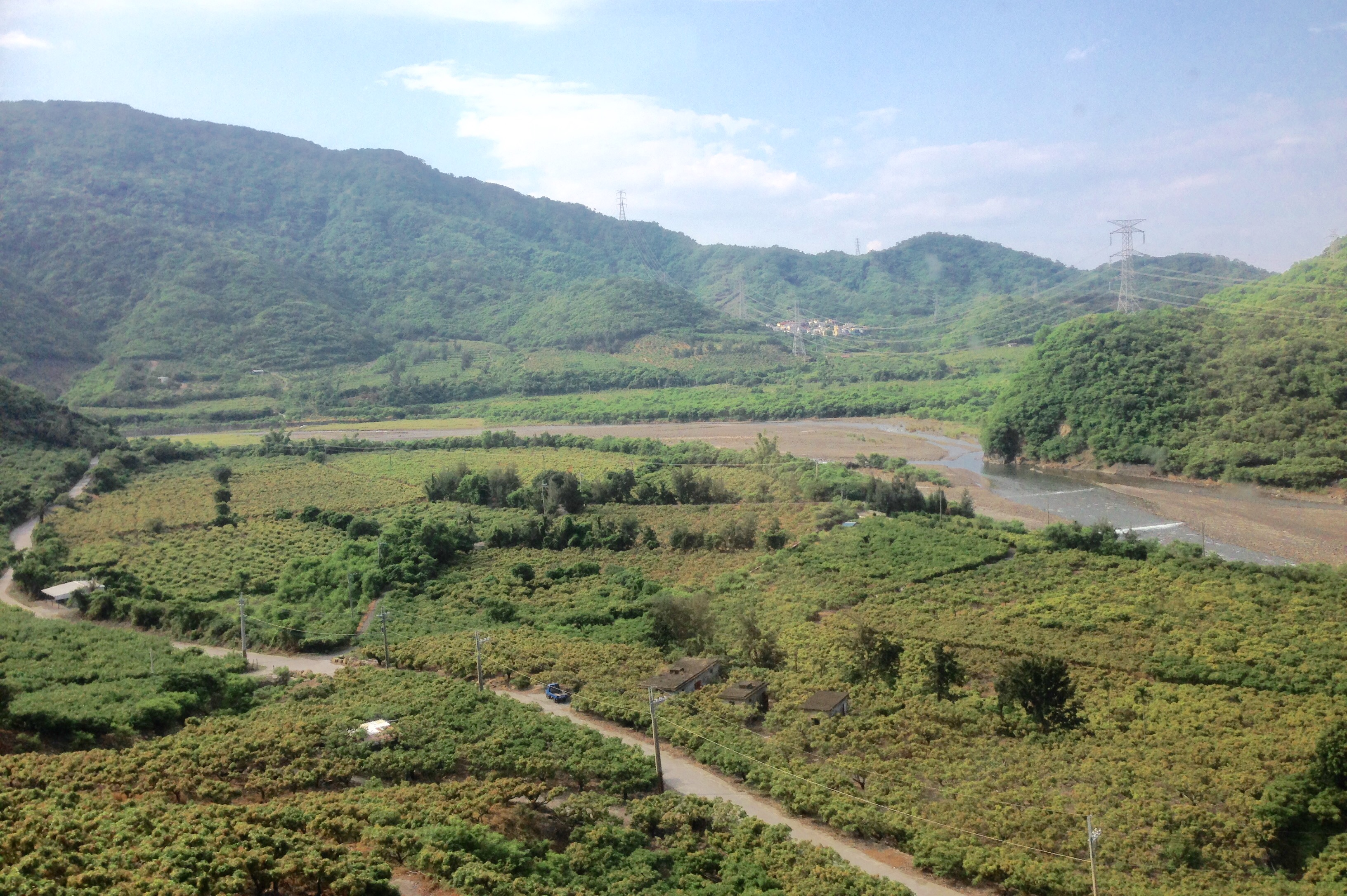
Blick auf die Lushan-Flussebene
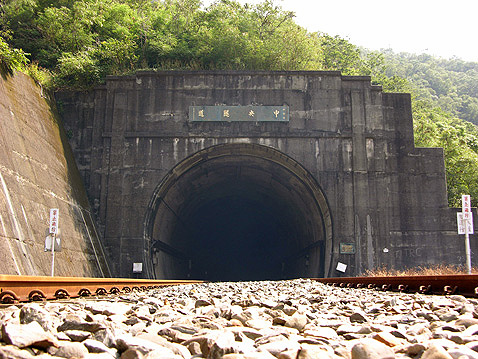
Westportal des Zentraltunnels (中央隧道) der Eisenbahn
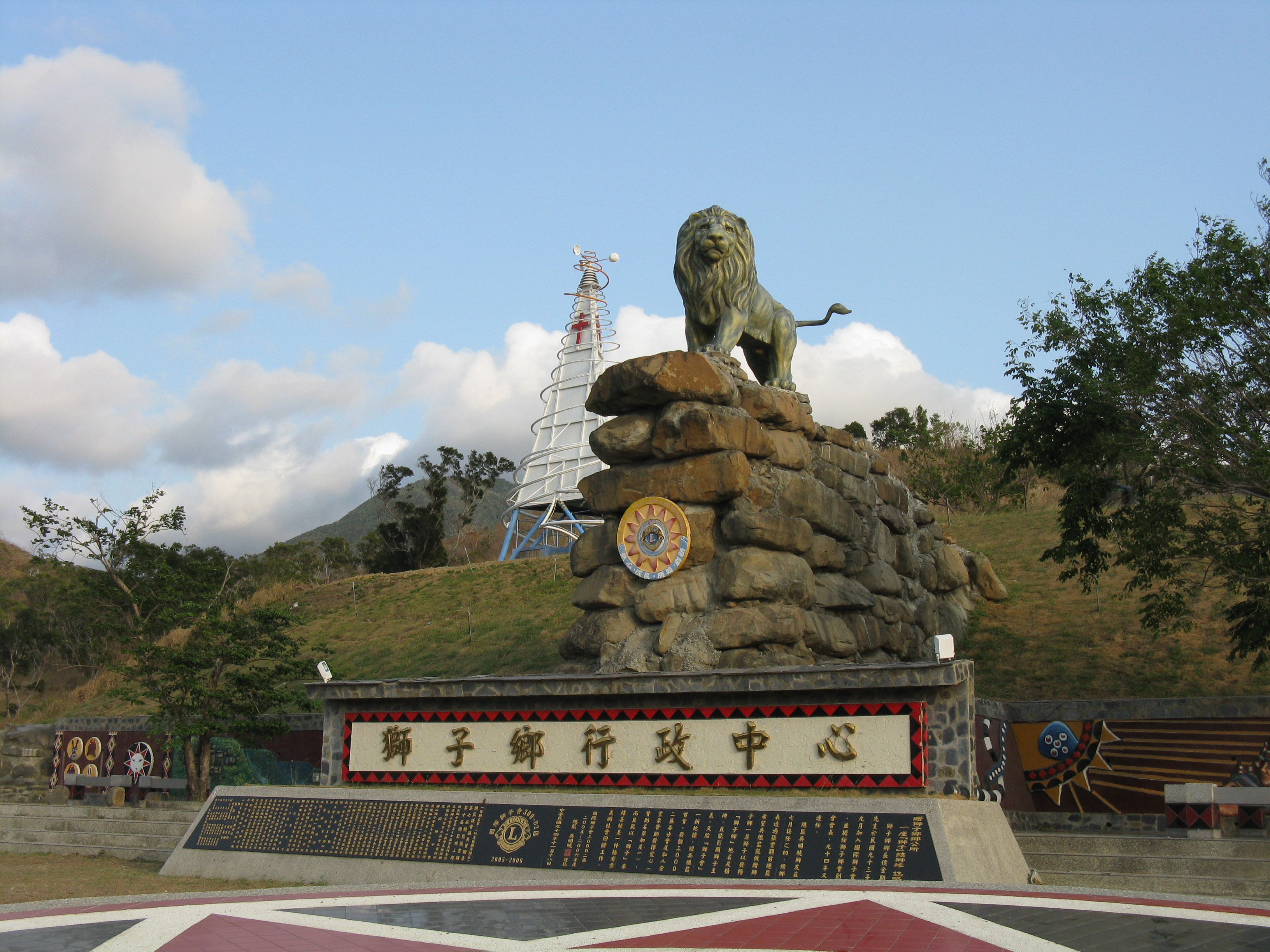
Löwen-Monument in Shizi mit der Inschrift „獅子鄉行政中心“ („Verwaltungszentrum der Landgemeinde Shizi“)

## Persönlichkeiten
- Yang Yung-wei (* 1997), Judoka